# Pasquale Civiletti
Pasquale Civiletti (Palermo, 26 giugno 1858 – Palermo, 22 novembre 1952) è stato uno scultore italiano.

## Biografia

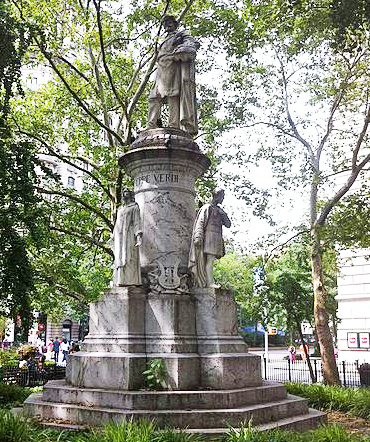
Monumento a Giuseppe Verdi a Manhattan

Fu allievo del fratello Benedetto e apprese l'arte della scultura partecipando quindi a diverse mostre nazionali a Milano e a Torino. Partecipò poi ad un concorso internazionale per la realizzazione di un monumento al compositore Giuseppe Verdi aggiudicandosi il primo premio. Il monumento venne poi realizzato e collocato a New York nel 1906.
Questo fu il trampolino di lancio che lo fece affermare a livello internazionale procurandogli innumerevoli commesse.
È sepolto nel Cimitero di Santa Maria dei Rotoli a Palermo.

## Opere
- Busto di Cesare Battisti nel Giardino Inglese a Palermo
- Monumento funerario per Mauro Tumminelli (1892) nel Cimitero di Santa Maria dei Rotoli
- Busto di Vincenzo Errante (1897) nella chiesa di San Domenico a Palermo
- Busto di Vincenzo Bellini (1904), nel pronao del Teatro Massimo a Palermo
- Statua  I senza tetto (1904) sulla piazza Castelnuovo a Palermo